# Juventus FC (Rio de Janeiro)
Juventus FC is een Braziliaanse voetbalclub uit Rio de Janeiro. 

## Geschiedenis
De club werd opgericht op 11 augustus 2006 en werd vernoemd naar de Italiaanse topclub Juventus FC. De club begon in de derde klasse van het Campeonato Carioca.